# Estación de Quatre-Septembre
Quatre-Septiembre (en español: Cuatro de septiembre) es una estación de las líneas 3 del metro de París situada en el II distrito de la ciudad. 

## Historia
La estación se inauguró el 19 de octubre de 1904 como parte del tramo inicial de la línea 3. 
Debe su nombre al 4 de septiembre de 1870 fecha en la cual Léon Gambetta proclamó la Tercera República Francesa.

## Descripción
Se compone de dos andenes laterales de 75 metros de longitud y de dos vías. Está diseñada en bóveda elíptica revestida completamente de los clásicos azulejos blancos del metro parisino, aunque en este caso son planos, sin biselar. 
La iluminación es de estilo Motte y se realiza con lámparas resguardadas en estructuras rectangulares de color verde que sobrevuelan la totalidad de los andenes no muy lejos de las vías.
La señalización por su parte usa la moderna tipografía Parisine donde el nombre de la estación aparece en letras blancas sobre un panel metálico de color azul. Por último los asientos, que también son de estilo Motte, combinan una larga y estrecha hilera de cemento revestida de azulejos verdes que sirve de banco improvisado con algunos asientos individualizados de color blanco que se sitúan sobre dicha estructura. 

## Accesos
La estación dispone de un único acceso situado en el n.º 20 de la calle du Quatre-Septembre. Está catalogado como Monumento Histórico al conservar el edículo realizado por Hector Guimard en 1904.